# Juri Michailowitsch Alexandrow
Juri Michailowitsch Alexandrow (russisch Юрий Михайлович Александров; * 19. Augustjul. / 1. September 1914greg. in Taschkent; † 30. September 2001) war ein russischer Komponist und Journalist.

## Leben
Juri Alexandrow studierte am Moskauer Konservatorium und war dort unter anderem Schüler von Wissarion Schebalin.
Sein bekanntestes Werk ist ein Ballett mit dem russischen Originaltitel Белеет парус одинокий (Es blinkt ein einsam' Segel) nach dem gleichnamigen Roman von Walentin Katajew. Es wurde an dem von Konstantin Stanislawski und Wladimir Nemirowitsch-Dantschenko gegründeten Moskauer Kunsttheater uraufgeführt.
Viele Jahre hat Alexandrow als Musikdirektor, Komponist und Chefredakteur des Musika -Verlags gearbeitet. Er wurde mit dem Titel Verdienter Künstler der UdSSR ausgezeichnet.
Sein umfangreiches Werk, das ein hohes handwerkliches Niveau erkennen lässt, umfasst Sinfonien und andere sinfonische Musik, Chor- und Ballettmusik, Lieder, Klavier- und Kammermusik. In Stil und Form bewegt er sich auf dem Boden evolutionärer Weiterführung klassisch-romantischer Traditionen. Seine Kammermusikwerke z. B. orientieren sich an traditionellen Vorbildern (Drei- oder Viersätzigkeit, Sonatensatzform in den Ecksätzen).
Obwohl seine Musik in der DDR durchaus geschätzt und vom VEB Breitkopf & Härtel, Leipzig, verlegt wurde, ist Juri Alexandrow nach der Wiedervereinigung in Deutschland so gut wie unbekannt.